# (17844) Judson
(17844) Judson (1998 HM100) – planetoida z pasa głównego asteroid okrążająca Słońce w ciągu 4,9 lat w średniej odległości 2,88 j.a. Odkryta 21 kwietnia 1998 roku.